# Championnat d'Europe de beach soccer 2001
Navigation
2000 2002
L'Euro Beach Soccer League 2001 est la 4e édition de l'Euro Beach Soccer League, la plus importante compétition européenne de beach soccer.
L'Espagne remporte pour la troisième fois consécutive le titre européen.

## Déroulement
Cette année, les équipes sont réparties en deux groupes. Chacune d'entre elles s'affronte à l'occasion de trois étapes. Les deux premières nations du classement cumulé se qualifient pour la Super-finale à Monaco.

## Phase régulière

### Groupe A

#### Étape 1
Cette étape a lieu à Londres du 22 au 24 juin. L'Espagne remporte une sixième étape.
| Équipe     | J | G | G+ | P | Bp | Bc | +/- | Pts |
| ---------- | - | - | -- | - | -- | -- | --- | --- |
| Espagne    | 3 | 2 | 1  | 0 | 20 | 14 | +6  | 8   |
| France     | 3 | 2 | 0  | 1 | 23 | 12 | +11 | 6   |
| Angleterre | 3 | 1 | 0  | 2 | 13 | 22 | -9  | 3   |
| Suisse     | 3 | 0 | 0  | 3 | 12 | 20 | -8  | 0   |

#### Étape 2
Cette étape a lieu à Marseille du 6 au 8 juillet. L'Espagne remporte une septième étape.
| Équipe     | J | G | G+ | P | Bp | Bc | +/- | Pts |
| ---------- | - | - | -- | - | -- | -- | --- | --- |
| Espagne    | 3 | 3 | 0  | 0 | 26 | 12 | +14 | 9   |
| France     | 3 | 2 | 0  | 1 | 27 | 14 | +13 | 6   |
| Suisse     | 3 | 1 | 0  | 2 | 13 | 17 | -4  | 3   |
| Angleterre | 3 | 0 | 0  | 3 | 13 | 36 | -23 | 0   |

#### Étape 3
Cette étape a lieu à Malaga du 3 au 5 août. L'Espagne remporte cette huitième étape.
| Équipe     | J | G | G+ | P | Bp | Bc | +/- | Pts |
| ---------- | - | - | -- | - | -- | -- | --- | --- |
| Espagne    | 3 | 3 | 0  | 0 | 22 | 6  | +16 | 9   |
| France     | 3 | 2 | 0  | 1 | 25 | 14 | +11 | 6   |
| Angleterre | 3 | 0 | 1  | 2 | 11 | 29 | -18 | 2   |
| Suisse     | 3 | 0 | 0  | 3 | 10 | 19 | -9  | 0   |

### Groupe B

#### Étape 1
La première épreuve se déroule à Dublin en Irlande du 1er au 3 juin. Le Portugal remporte une sixième étape.
| Équipe    | J | G | G+ | P | Bp | Bc | +/- | Pts |
| --------- | - | - | -- | - | -- | -- | --- | --- |
| Portugal  | 3 | 3 | 0  | 0 | 16 | 5  | +11 | 9   |
| Italie    | 3 | 1 | 1  | 1 | 15 | 14 | +1  | 5   |
| Allemagne | 3 | 1 | 0  | 2 | 12 | 13 | -1  | 3   |
| Irlande   | 3 | 0 | 0  | 3 | 9  | 20 | -11 | 0   |

- Meilleur joueur :  Owen Coyle
- Meilleur buteur :  Madjer (11 buts)
- Meilleur gardien :  Zé Miguel

#### Étape 2
La seconde étape a lieu à Carcavelos au Portugal du 15 au 17 juin. Le Portugal s'offre une septième étape.
| Équipe    | J | G | G+ | P | Bp | Bc | +/- | Pts |
| --------- | - | - | -- | - | -- | -- | --- | --- |
| Portugal  | 3 | 3 | 0  | 0 | 19 | 5  | +16 | 9   |
| Italie    | 3 | 2 | 0  | 1 | 13 | 12 | +1  | 6   |
| Allemagne | 3 | 1 | 0  | 2 | 12 | 16 | -4  | 3   |
| Irlande   | 3 | 0 | 0  | 3 | 9  | 18 | -9  | 0   |

- Meilleur joueur :  Madjer
- Meilleur buteur :  Madjer (6 buts)
- Meilleur gardien :  Danilo Pagani

#### Étape 3
La troisième étape a lieu à Riccione en Italie du 24 au 26 août. Le Portugal s'offre un huitième succès.
| Équipe    | J | G | G+ | P | Bp | Bc | +/- | Pts |
| --------- | - | - | -- | - | -- | -- | --- | --- |
| Portugal  | 3 | 3 | 0  | 0 | 41 | 7  | +34 | 9   |
| Italie    | 3 | 2 | 0  | 1 | 20 | 16 | +4  | 6   |
| Allemagne | 3 | 1 | 0  | 2 | 10 | 15 | -5  | 3   |
| Irlande   | 3 | 0 | 0  | 3 | 4  | 37 | -33 | 0   |

## Classements cumulés

### Groupe A
| Équipe     | J | V | V+ | D | Bp | Bc | +/- | Pts |
| ---------- | - | - | -- | - | -- | -- | --- | --- |
| Espagne    | 9 | 8 | 1  | 0 | 68 | 32 | +36 | 26  |
| France     | 9 | 6 | 0  | 3 | 75 | 40 | +35 | 18  |
| Angleterre | 9 | 1 | 1  | 7 | 37 | 87 | -50 | 5   |
| Suisse     | 9 | 1 | 0  | 8 | 35 | 56 | -21 | 3   |

### Groupe B
| Équipe    | J | V | V+ | D | Bp | Bc | +/- | Pts |
| --------- | - | - | -- | - | -- | -- | --- | --- |
| Portugal  | 9 | 9 | 0  | 0 | 66 | 17 | +49 | 27  |
| Italie    | 9 | 5 | 1  | 3 | 48 | 42 | +6  | 17  |
| Allemagne | 9 | 3 | 0  | 6 | 34 | 44 | -10 | 9   |
| Irlande   | 9 | 0 | 0  | 9 | 22 | 75 | -53 | 0   |

## Super-finale
La Super-finale a lieu à Monaco le 1er et 2 septembre. L'Espagne s'offre un troisième titre européen.
|  | Demi-finales  | Demi-finales |          |   | Finale | Finale |
|  | Demi-finales  | Demi-finales |          |   | Finale | Finale |
|  |               |              |          |   |        |        |
|  |               |              |          |   |        |        |
|  |               |              |          |   |        |        |
|  | Portugal (B1) | 8            |          |   |        |        |
|  | Portugal (B1) | 8            |          |   |        |        |
|  | France (A2)   | 6            |          |   |        |        |
|  | France (A2)   | 6            | Portugal | 2 |        |        |
|  |               |              | Portugal | 2 |        |        |
|  |               | Espagne      | 3 a. p.  |   |        |        |
|  | Espagne (A1)  | Espagne      | 3 a. p.  | 8 |        |        |
|  | Espagne (A1)  |              |          | 8 |        |        |
|  | Italie (B2)   | 4            |          |   |        |        |
|  | Italie (B2)   | 4            | 3e place |   |        |        |
|  |               |              |          |   |        |        |
|  |               |              |          |   |        |        |
|  |               |              |          |   |        |        |
|  | France        | 7            |          |   |        |        |
|  | France        | 7            |          |   |        |        |
|  | Italie        | 9 a. p.      |          |   |        |        |
|  | Italie        | 9 a. p.      |          |   |        |        |

## Classement final
| Rang | Équipe     |
| ---- | ---------- |
| 1    | Espagne    |
| 2    | Portugal   |
| 3    | Italie     |
| 4    | France     |
| 5    | Allemagne  |
| 6    | Angleterre |
| 7    | Suisse     |
| 8    | Irlande    |